# Safseri

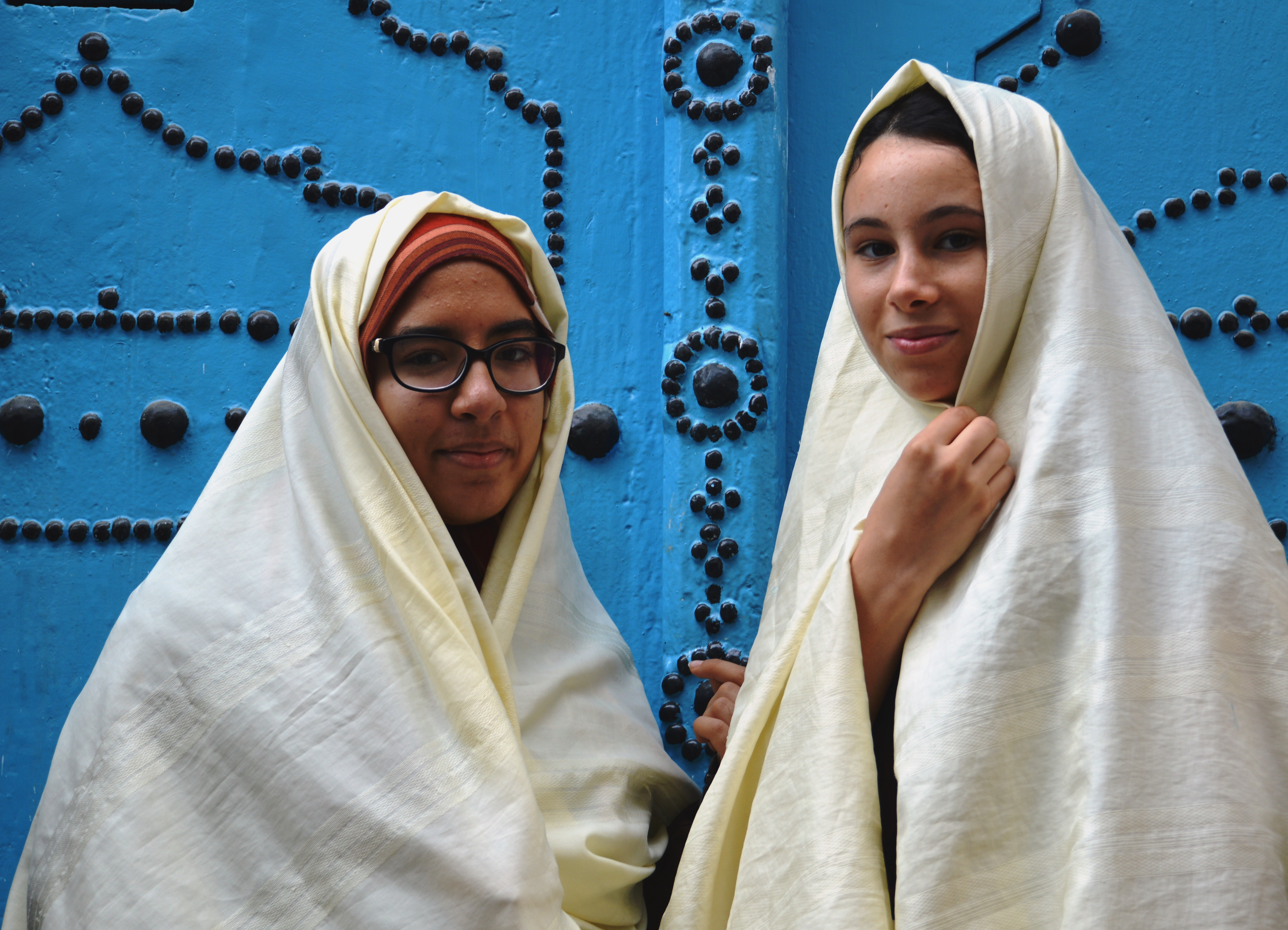
Dos mujeres utilizando un safseri.

El safseri ( árabe: سفساري), a veces escrito sefseri, safsari o sefsari, es un velo tradicional tunecino utilizado por las mujeres.

## Descripción
El safseri es una gran pieza de tela utilizada para cubrir todo el cuerpo. Por lo general es de color crema y esta fabricada de algodón, raso o seda.
Dependiendo de la región en Túnez, puede tener colores vivos, especialmente en el sur del país.

## Uso
Lo utilizan las mujeres para preservar su modestia para evitar las miradas de los hombres. En la Túnez contemporánea, esta tela es utilizada principalmente por las mujeres mayores. A menudo una abuela lo utiliza mientras que su hija ya no lo hace. Luego de la independencia de Túnez, el presidente Habib Bourguiba trató, en vano, que las personas abandonaran su uso.
A principios del siglo XXI casi nadie lo utiliza.